# پدرو تنا
پدرو تانائوشو دومینگوئز پلاسرس (اسپانیایی: Pedro Tanausú Domínguez Placeres‎؛ زادهٔ ۲۰ سپتامبر ۱۹۹۰) که بیشتر با نام تنا (اسپانیایی: Tana‎) شناخته می‌شود، بازیکن فوتبال اهل اسپانیا است که در پست هافبک هجومی بازی می‌کند.
از باشگاه‌هایی که در آن بازی کرده‌است می‌توان به باشگاه فوتبال لاس پالماس اشاره کرد.